# 閔福德
閔福德（John Minford，1946年6月22日—），英國漢學家、學者、文學翻譯家，曾把中國古典名著，如《紅樓夢》（後四十回）、《孫子兵法》等譯成英語；另外，他亦把金庸武俠小說《鹿鼎記》譯成英語。
其岳父霍克思也是著名的漢學家、翻譯家。二人所合譯的《紅樓夢》，前八十回由霍克思負責，後四十回則由閔福德負責。

## 生平
閔福德於1946年於英國伯明罕出生，父親是一名外交官。在進入溫徹斯特公學學習古希臘語、拉丁語及古典文學之前，他曾在世界各地居住。
他曾於中國、香港及紐西蘭任教，擔任奧克蘭大學的中文系系主任及香港理工大學翻譯系系主任、香港公開大學擔任人文社會科學學院院長、澳洲國立大學亞洲研究院中國及韓國中心的主席。目前，他在香港中文大學任教。
在翻译路上，他最感激霍克思、柳存仁和宋淇三位良师。「霍克思是我在牛津大学的老师、我的岳父，也是改变我生命的人。我的翻译知识几乎全是由他传授的。宋淇是我八十年代在香港中文大学任职时的上司，他是一个富创意的学者，扶植了不少年轻作家。柳存仁是我在澳洲修读博士课程时的论文导师，他是活生生的中国文化百科全书，是他引领我认识中国文化的博大精深。」

## 主要作品
- 1982（翻譯）The Story of the Stone (Vol 4): The Debt of Tears 【曹雪芹、高鶚《紅樓夢》】倫敦：企鵝經典、布魯明頓：印第安納大學出版社
- 1986（翻譯）The Story of the Stone (Vol 5): The Dreamer Wakes 【曹雪芹、高鶚《紅樓夢》】倫敦：企鵝經典、布魯明頓：印第安納大學出版社
- 1997（編譯）The Deer and the Cauldron: A Martial Arts Novel (The First Book) 【金庸《鹿鼎記》】香港：牛津大學出版社
- 1999（編譯）The Deer and the Cauldron: A Martial Arts Novel (The Second Book) 【金庸《鹿鼎記》】香港：牛津大學出版社
- 2000（與劉紹銘合編）Chinese Classical Literature: An Anthology of Translations (1st Vol) 【中譯本《含英咀華》（上卷）】紐約：哥倫比亞大學出版社
- 2002（翻譯）The Art of War 【孫子兵法】紐約：維京出版社
- 2002（編譯）The Deer and the Cauldron: A Martial Arts Novel (The Third Book) 【金庸《鹿鼎記》】香港：牛津大學出版社
- 2006（緒論、選譯）Strange Tales from a Chinese Studio 【蒲松齡《聊齋誌異》】倫敦：企鵝經典
- 2007（與霍布恩（英语：Brian Holton (translator)）、陳虹莊合編、前言）Islands and Continents【梁秉鈞《島和大陸》】香港：香港大學出版社
- 2014（緒論、翻譯、評注）I Ching: The Essential Translation of the Ancient Chinese Oracle and Book of Wisdom【易經】紐約：維京出版社／企鵝經典
- 2018（緒論、翻譯、評注）Tao Te Ching: The Essential Translation of the Ancient Chinese Book of the Tao 【道德經】紐約：維京出版社／企鵝經典
- 2020（系列主編）Dragons - Shorter Fiction of Leung Ping-kwan 【梁秉鈞短篇小說選譯】香港：香港中文大學出版社
- 2020（系列主編）Lotus Leaves - Selected Poems of Leung Ping-kwan  【梁秉鈞詩作選譯】香港：香港中文大學出版社
- 2020（系列主編、翻譯）The Drunkard - A Novel by Liu Yichang 【劉以鬯《酒徒》】香港：香港中文大學出版社
- 2020（系列主編）The Teddy Bear Chronicles 【西西《縫熊志》】香港：香港中文大學出版社

## 資料來源
1. ↑  .   [2022-02-12]. （原始内容存档于2020-10-20）.

## 外部連結
- 香港公開大學 閔福德的中國文化情 （页面存档备份，存于）